# Harold M. Ryan

Harold M. Ryan

Harold Martin Ryan (* 6. Februar 1911 in Detroit, Michigan; † 8. März 2007 ebenda) war ein US-amerikanischer Politiker. Zwischen 1962 und 1965 vertrat er den Bundesstaat Michigan im US-Repräsentantenhaus.

## Werdegang
Harold Ryan besuchte bis 1929 die St. Joseph’s High School und danach bis 1930 das Ferris Institute in Big Rapids. Anschließend studierte er bis 1932 am Michigan State College in East Lansing. Nach einem Jurastudium an der University of Detroit und seiner im Jahr 1935 erfolgten Zulassung als Rechtsanwalt begann er in seinem neuen Beruf zu arbeiten. In den Jahren 1945 und 1946 war er stellvertretender Staatsanwalt im Wayne County.
Politisch war Ryan Mitglied der Demokratischen Partei. Zwischen 1948 und 1962 saß er im Senat von Michigan. Seit 1956 leitete er dort die Fraktion der Demokraten. Von 1940 bis 1970 war Ryan Delegierter auf allen regionalen demokratischen Parteitagen in Michigan. In den Jahren 1956, 1960 und 1964 nahm er auch an den jeweiligen Democratic National Conventions teil.
Nach dem Tod des Abgeordneten Louis C. Rabaut wurde Ryan bei der fälligen Nachwahl für den 14. Sitz von Michigan als dessen Nachfolger in das US-Repräsentantenhaus in Washington, D.C. gewählt, wo er am 13. Februar 1962 sein neues Mandat antrat. Nach einer Wiederwahl konnte er bis zum 3. Januar 1965 im Kongress verbleiben. In dieser Zeit begann der Vietnamkrieg. Innenpolitisch stand die Bürgerrechtsbewegung im Vordergrund des Geschehens. Im Jahr 1964 wurde Ryan von seiner Partei nicht mehr zur Wiederwahl nominiert.
Zwischen 1976 und 1985 amtierte er als Bezirksrichter im Wayne County. Danach war er weiterhin als Gastrichter (Visiting Judge) in Michigan unterwegs. Harold Ryan starb am 8. März 2007 in Detroit.